# Velykyy Bereznyi (huyện)
Huyện Velykyy Bereznyi (tiếng Ukraina: Великоберезнянський район, chuyển tự: Velykyy Bereznyis’kyi raion) là một huyện của tỉnh Zakarpattia thuộc Ukraina. Huyện Velykyy Bereznyi có diện tích 810 kilômét vuông, dân số theo điều tra dân số ngày 5 tháng 12 năm 2001 là 28016 người với mật độ 35 người/km2. Trung tâm huyện nằm ở Velykyi Bereznyi.